# Paramormyrops jacksoni
Paramormyrops jacksoni är en fiskart som först beskrevs av Poll, 1967.  Paramormyrops jacksoni ingår i släktet Paramormyrops och familjen Mormyridae. IUCN kategoriserar arten globalt som otillräckligt studerad. Inga underarter finns listade i Catalogue of Life.